# Oxyrhachis insularis
Oxyrhachis insularis är en insektsart som beskrevs av Capener. Oxyrhachis insularis ingår i släktet Oxyrhachis och familjen hornstritar. Inga underarter finns listade i Catalogue of Life.